# Raluca Zamfirescu
Raluca Zamfirescu (n. 1 noiembrie 1924, București, România – d. 21 decembrie 2008, București, România) a fost o actriță română, fiica scriitorului George Mihail Zamfirescu și soția profesorului Ion Cojar.

## Biografie
Absolventă a Conservatorului de Artă Teatrală și a Facultății de Litere și Filosofie, Raluca Zamfirescu a jucat în numeroase spectacole, multe în regia soțului său, Ion Cojar, printre care: „Trei surori“, „O batistă în Dunăre“, „Gaițele“, „Domnișoara Nastasia“ și „Idolul și Ion Anapoda“ (ultimele două, pe texte ale tatălui său).
A fost timp de 60 de ani actrița Teatrului Național din București.

## Filmografie
- Cu mâinile curate (1972)
- Constantin Brâncoveanu (1974)
- Mînia (1978)
- Vis de ianuarie (1979) – țărancă
- Stop cadru la masă (1980)
- Concurs (1982)
- Năpasta (1982)
- Întunecare (1986)
- Cuibul de viespi (1987) – Lena
- Moromeții (1987)
- Bătălia din umbra (1988)
- Cuscrele (2005) - Paraschiva
- Păcatele Evei (2005) – Olimpia

## Teatru
Teatrul Național București
- Bunica lui Georgică - Complexul România de Mihaela Michailov, regia Alexandra Badea, 2008
- Sarita Mirtle  - Așteptând la Arlechin de Noel Coward, regia Ion Cojar, 2002
- Mătușa Anghelina  - Tărâmul celălalt de Dușan Kovacevic, regia Horea Popescu, 2002
- Anfisa  - Trei surori de A.P. Cehov, regia Yuri Krasovski, 2002
- Marta  - O batistă în Dunăre de Dumitru Radu Popescu, regia Ion Cojar, 1997
- O Vetă  - Căruța cu paiațe de Mircea Ștefănescu, regia Mihai Berechet, 1978, 1980
- Ambra  - Trei pe o bancă de Aldo Nicolai, regia Lia Niculescu, 1978
- Lena  - Gaițele de Alexandru Kirițescu, regia Horea Popescu, 1977
- Cuconita Quaquer  - Zoo sau asasinul filantrop de Jean Bruller (Vercors), regia Mihai Berechet, 1976
- Anita  - Destine de Regine Weicker, regia Ion Cojar, 1976
- Efimița  - Năpasta; Conu Leonida față cu reacțiunea de I.L. Caragiale, regia Ion Cojar, 1974
- Jessie  - Prizonierul din Manhattan de Neil Simon, regia Mihai Berechet, 1973
- Domnișoara Aurica  - Să nu-ți faci prăvălie cu scară de Eugen Barbu, regia Sanda Manu, 1971
- Domnișoara Nastasia, Luca Lacrimă  - Domnișoara Nastasia de G.M. Zamfirescu, regia Ion Cojar, 1964
- Dolly  - Ana Karenina de Lev Tolstoi, regia Moni Ghelerter, 1961
- Nora  - Învierea de Lev Tolstoi, regia Val Mugur, 1960
- Mela  - Moralitatea doamnei Dulska de Gabriela Zapolska, regia Sică Alexandrescu, 1958
- Vania  - Steaguri pe turnuri de A.S. Makarenco, regia Ion Cojar, 1957
- Hum Nian  - Cupa răsturnată de Si-Pu Van, regia Traian Nițescu, 1956
- Nușa Bodnariuc - Îndrăgostiții de Maria Banuș, regia Alexandru Finți, 1954
- Frosa  - Idolul și Ion Anapoda de G.M. Zamfirescu
- Abigail Churchill  - Paharul cu apă de Eugene Scribe, regia Nicolae Massim, 1948
- Choreută  - Ifigenia în Aulida de Euripide, regia Gabriel Negry, 1946
- Ciufulici  - Ciufulici, autor și regia Silviu George, 1946
- Margareta  - Faust de Johann Wolfgang von Goethe
- Steaua fără  nume de Mihail Sebastian
- Jocul de-a vacanța de Mihail Sebastian
- Brândușa  - Brieux
- Poil de carotte după Jules Renard

Teatrul Maria Filotti, Brăila1945 - 1947
Teatrul Muncă și Lumină „Victor Ion Popa"1943 - 1945
Teatru radiofonic
- Julieta  - Romeo și Julieta de William Shakespeare
- Ofelia  - Hamlet de William Shakespeare

## Premii și distincții
Președintele României Ion Iliescu i-a conferit actriței Raluca Zamfirescu la 29 noiembrie 2002 Ordinul național Serviciul Credincios în grad de Cavaler, „pentru crearea și transmiterea cu talent și dăruire a unor opere literare semnificative pentru civilizația românească și universală”.